# Эно (графство)
Эно́, или Ге́ннегау (фр. Hainaut, нем. Hennegau) — средневековое графство. Охватывало территорию, соответствующую современным южной Бельгии и северной Франции. Название происходит от наименования населённого пункта, расположенного на юге графства, или от названия реки Эн (фр.), пересекающей область.
Первоначально графство входило в состав герцогства Лотарингия, после раздела 959 года — в состав герцогства Нижняя Лотарингия. С 925 года графы Эно были вассалами королей Восточно-Франкского королевства (Германии), позже входило в состав Бургундского герцогства и Священной Римской империи. Столицей Эно был город Монс; в состав графства также входили крупные города Валансьен и Камбре.

## История

### Образование графства
В этой области жило кельтское племя нервиев. Во время вторжения Юлия Цезаря в Галлию область была захвачена римлянами, которые построили форт, названный Castri locus. В VII веке на этом месте был построен город Монс. Позже область вошла в состав франкского государства.
По Верденскому договору 843 года Эно оказалось в составе Срединного королевства императора Лотаря I. После его смерти в 855 году по разделу между его сыновьями Эно оказалось в составе королевства Лотаря II — Лотарингии.
По Мерсенскому договору 870 года Эно перешло в подчинение королю Западно-Франкского королевства Карлу II Лысому, назначившего для управления областью графа Ангеррана I. Смерть Карла Лысого (6 октября 877 года) и смуты, последовавшие во Франции после смерти Людовика Косноязычного 10 апреля 879 года, позволили королю Восточно-Франкского королевства Людовику Младшему присоединить Лотарингию полностью к Германии. В Эно Людовик назначил нового графа, им стал Ренье I Длинношеий (ум. 915). В это время территория графства была небольшой, ограниченной на севере рекой Эн, на западе — Шельдой, на юге — Тьерашем (фр.).
В 895 году Эно оказалось во вновь образованном королевстве Лотарингия, причем граф Ренье стал главным советником короля Цвентибольда. Но к 898 году Ренье впал в немилость у Цвентибольда, который лишил его Эно, назначив новым графом Сигарда (ум. 920). Тот сохранил своё положение и после 911 года, когда владевший уже Лотарингией бывший граф Эно маркграф Ренье Длинношеий присягнул на верность франкскому королю Карлу III Простоватому. После смерти Сигарда новым графом стал Ангерран II, родственник (возможно внук) графа Ангеррана I. Ангерран управлял графством до 925 года, когда Лотарингия была присоединена к Восточно-Франкскому королевству. При этом король Генрих I Птицелов назначил новым графом Ренье II, сына Ренье I и брата герцога Лотарингии Гизельберта.

### Правлениедома Ренье
Ренье II (ум. до 940) построил в Монсе замок, сделав его своей резиденцией. Ему пришлось отражать нападение Арденского дома, из которого вышел победителем. Благодаря этому Ренье увеличил свои владения, присоединив Эстинне, Валансьен и Баве. Кроме того он стал светским аббатом аббатств Сен-Водрю-де-Монс и Сен-Альдегонд-де-Мобеж. Сын Ренье II, Ренье III (ум. 973) после гибели в 939 году дяди, герцога Лотарингии Гизельберта и смерти сына Гизелберта Генриха в 943/944 году, предъявил права на герцогство. Однако король Оттон I Великий отдал Лотарингию своему зятю Конраду Рыжему, который быстро привёл лотарингскую знать к повиновению. Но после того, как Конрад присоединился к мятежу Лудольфа Швабского, Ренье смог разбить мятежного герцога на берегах Мааса, и тот вынужден был бежать. В следующем году Конрад навел на Лотарингию венгров, опустошивших Газбенгау, Намюр и Эно. Новым герцогом Оттон назначил своего брата Бруно.
В 956 году Ренье III захватил часть личных владений Герберги в Лотарингии (её так называемую «вдовью долю»), что вызвало поход Лотаря на Монс, столицу Эно. В результате похода Лотарь захватил жену Ренье и двух его сыновей, что позволило Бруно в обмен на заложников заставить Ренье вернуть захваченные земли. Но вскоре Ренье вновь восстал, но Бруно совместно с Лотарем подавили бунт. Ренье был захвачен в плен и выдан Оттону I, который в 958 году выслал его на границу Богемии, где он и умер, а его владения были конфискованы. Эно было разделено на 2 части: графство Монс и маркграфство Валансьен. Управление графством Монс Оттон поручил в июне 958 года пфальцграфу Лотарингии Готфриду (ум. 964), а Валансьеном — графу Амори. Сыновья Ренье III, Ренье и Ламберт бежали во Францию, где нашли приют при королевском дворе.
После смерти Оттона I Ренье IV и Ламберт I, поддерживаемые королём Франции Лотарем, решили воспользоваться беспорядками в Империи и напали на Лотарингию в 973 году, разбив приверженцев императора, вернув на некоторое время себе Эно. Только в 974 году императору Оттону II удалось заставить их бежать во Францию. В 976 году они повторили попытку вернуть родовые владения, но снова неудачно. Однако вскоре император решил переманить Ренье и Ламберта на свою сторону, вернув им часть конфискованных владений отца. Ламберту была выделена часть прежнего графства Эно, получившая название графство Лувен. Ренье IV получил графство Монс. Валансьен же остался под управлением своих маркграфов. Только в 1045 году внуку Ренье IV — Герману (ум. 1051) — удалось объединить Валансьен и Монс. После его смерти Эно унаследовал сын графа Фландрии Бодуэн I, женившийся на вдове Германа, видоизменив свой герб, в связи с прочным и тесным родством обоих домов, это чёрный лев, с красными когтями и красным языком, на золотом фоне (были использованы те же цвета и стилистика, что и у дома Ренье), до этого у фландрского дома был иной герб — в центре красный щит, окружённый жёлтыми полосами исходящими от него, на синем фоне.

### Эно под управлениемФландрского дома

Первоначальный герб графов Эно

После смерти отца в 1067 году Бодуэн I унаследовал также Фландрию, впервые объединив оба графства в одних руках. Но после его смерти в 1070 году его сыновья Арнульф III (ок. 1055 — 22 февраля 1071) и Бодуэн II (ок. 1056 — 8 июня 1098) остались малолетними под опекой матери. И этим решил воспользоваться брат Бодуэна, Роберт, организовавший восстание в 1070 году, благодаря которому он захватил Гент и объявил себя графом Фландрии. Арнульф и его мать обратились за помощью к королю Франции Филиппу I, получив также поддержку графа Херефорда Вильяма Фиц-Осберна, который привел армию из Нормандии. 22 февраля 1071 года у горы Кассель состоялась битва, в результате которой Арнульф и Вильям погибли. Король Филипп вскоре примирился с Робертом I и признал его графом Фландрии, а Рихильда с Бодуэном укрепились в Эно, призвав на помощь императора. После долгой борьбы Бодуэн II помирился с дядей. В 1097 году он отправился в Первый Крестовый поход, во время которого погиб. Он оставил несколько сыновей и дочерей. Эно унаследовал его старший сын, Бодуэн (Балдуин) III (1088—1120). Он предъявлял права на Фландрию после смерти графа Бодуэна VII, но безуспешно. Ему наследовал старший сын Бодуэн (Балдуин) IV Строитель (ок. 1108 — 8 ноября 1171). Во время его малолетства до 1127 регентшей графства была его мать, Иоланда Гелдернская. Она добилась помолвки сына с Алисой Намюрской (ок. 1115—1169), на которой Бодуэн женился около 1130 года. Благодаря этому браку в 1189 году графство Намюр после прекращения Намюрского дома перешло к сыну Бодуэна IV.
Бодуэн IV безуспешно предъявлял права на Фландрию в 1127 году после смерти Карла Доброго, а потом в 1128 году после смерти Вильгельма Клитона. В 1147 году Бодуэн попытался опять захватить Фландрию, воспользовавшись тем, что её граф Тьерри Эльзасский отправился в Крестовый поход. Но попытка закончилась ничем. В 1151 году Тьерри и Бодуэн заключили мир. В 1161 году Бодуэн женил своего сына Бодуэна на дочери Тьерри Маргарите, что позволило тому через 40 лет получить Фландрию.

Герб объединённого графства Фландрия и Эно с 1191 года.

Бодуэн V (1150 — 17 декабря 1195) наследовал отцу в Эно в 1171 году. Он сблизился со своим шурином, графом Фландрии Филиппом I Эльзасским, заключив с ним в 1177 году договор о союзе. В 1180 году Бодуэн выдал свою дочь Изабеллу за короля Франции Филиппа II Августа, получившего в качестве приданого Артуа. В 1189 году Бодуэн получил от императора графство Намюр, возведенное в маркграфство, а в 1191 году после смерти Филиппа Эльзасского получил Фландрию. За Намюр ему пришлось вести войну с братом жены Генрихом I Намюрским, из которой он вышел победителем в 1194 году.
Бодуэн V оставил нескольких сыновей. Фландрию и Эно унаследовал его старший сын Бодуэн (Балдуин) VI (1171—1205), Намюр получил второй сын, Филипп I (1175 — 12 октября 1212). Став графом, Бодуэн VI в отличие от отца стал сторонником короля Англии. В 1200 году ему удалось по Перронскому договору север Артуа, а также получить суверенитет над Гином, Арром и Бетюном. А в 1202 году он вместе с младшими братьями Генрихом и Эсташем отправился в Четвёртый крестовый поход, регентом Фландрии Филиппа Намюрского, а регентом Эно — своего побочного брата Виллема де Вершина. В результате этого похода Бодуэн был избран императором Латинской империи, но в 1205 году попал в плен, где и умер. В Латинской империи ему наследовал брат Генрих (ок. 1176 — 11 июля 1216).

### Правление дочерей императора Бодуэна
Император Балдуин оставил только двух дочерей, Жанну и Маргариту. Фландрия и Эно достались старшей, Жанне (1200—5 декабря 1244), опекуном её в 1208 году стал король Франции Филипп II Август, выкупивший это право у Филиппа Намюрского. В январе 1212 года король Филипп выдал Жанну замуж за сына Саншу I, короля Португалии, Феррана (1188—1233), ставшего графом Фландрии и Эно. Но вскоре Ферран, стремясь справится с фландрской знатью, порвал с Францией и примкнул к англо-вельфской коалиции, возглавляемой императором Оттоном IV Брауншвейгским и королём Англии Иоанном Безземельным. 27 июля 1214 года состоялась битва при Бувине, в которой англо-вельфская коалиция потерпела поражение, а Ферран попал в плен. Жанне были оставлены её владения, но была вынуждена по договору с королём Филиппом II срыть укрепления Валансьена, Ипра, Оденарда и Касселя.
Ферран был выпущен на свободу только в 1226 году. С этого момента он был сторонником короля Франции до самой смерти в 1233 году. Дочь Феррана и Жанны, Мария была отдана на попечение короля Людовика IX и должна была выйти замуж за его брата Роберта, но умерла в 1236 году. Других детей у Жанны не было, хотя она и вышла замуж в 1237 году второй раз — за Томаса II Савойского (1199—1259).
Младшая сестра Жанны, Маргарита II (2 июня 1202 — 10 февраля 1280), в 1212 году вышла замуж за Бушара д’Авен (1182—1244), бальи Эно. Графиня Жанна осудила этот брак, считая его недопустимым, поскольку Бушар был ещё ребёнком посвящён служению богу и был поставлен протодьяконом. Папа Иннокентий III признал этот брак в 1216 году недействительным, но формально он расторгнут не был, а супруги продолжали жить вместе. От этого брака родилось 2 ребёнка, Жан и Бодуэн, ещё один умер в младенчестве. В 1219 году Бушар был заключён в тюрьму, из которой его освободили в 1221 году с условием, что он покинет жену и отправится в Рим за отпущением грехов. Пока он был в Риме, Маргарита по настоянию сестры (вполне возможно Жанна таким образом хотела закрепить свои права, за своей семьёй, не уступая их Маргарите, разгоревшийся из-за этого впоследствии конфликт, лишь подтверждает это) в 1223 году вышла замуж за Гильома II де Дампьера (1196 — 3 сентября 1231). Этот брак вызвал скандал, поскольку первый брак расторгнут так и не был. Это родство (посредством двух браков), создало конфликт, возникший в итоге между домами Дампьер и Авен не утихал несколько десятилетий. Авены заявляли о своем праве первородства, а Дампьеры не признавали наследниками сводных братьев, называя их бастардами.
5 декабря 1244 году умерла графиня Жанна, после чего Фландрия и Эно перешли, уже официально к Маргарите. Но практически сразу опять возник спор за наследство между детьми Маргариты. Ещё в 1235 году король Франции Людовик IX добился примирения между Маргаритой и Жаном, старшим из Авенов, предусмотрев неравный раздел наследства: Авены получали две седьмых, а Дампьеры — пять седьмых. Но дело осложнялось тем, что часть наследства находилось во Франции (графство Фландрия), а часть — в империи (графство Эно (Геннегау)). В 1245 году император Фридрих II пожаловал Маргарите ещё и маркграфство Намюр, но оно находилось в залоге у французского короля за большую ссуду, которую король одолжил императору Константинополя Балдуину II.
В 1246 году в преддверии крестового похода Людовик IX и папский легат Эд де Шатору добились примирения сторон, предоставив двум родственным линиям, графство Эно Авенам, а графство Фландрию — Дампьерам. Маргарита присвоила титул графа Фландрии своему старшему сыну Гильому III. Графом Эно стал Жан I д'Авен (1218—1257).
19 мая 1250 года Гильом подписал с Жаном д’Авен соглашение по поводу Намюра, оммаж на которое в 1249 году Маргарита уступила Жану. В том же году Римская курия признала наконец законные права Авенов. Но 6 июня 1251 года на турнире группа рыцарей убила Гильома. В убийстве обвинили Авенов, после чего борьба возобновилась снова.

### Графство Эно под управлениемАвенского дома

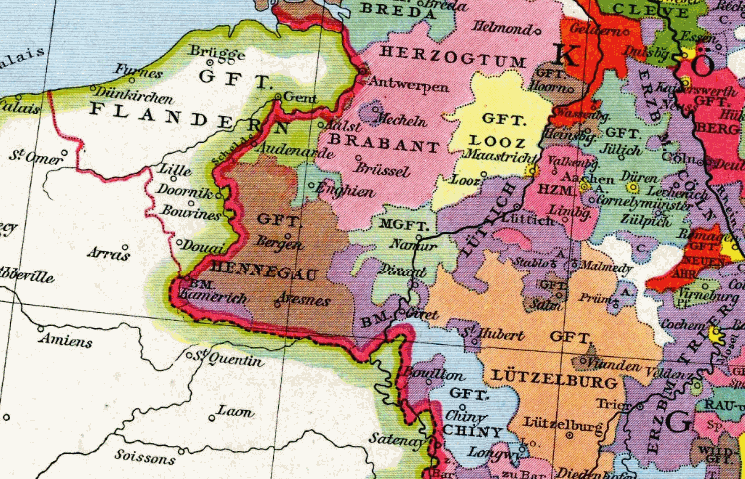
Графство Эно в 1250 году

В борьбе с Дампьерами Жан д’Авен нашёл поддержку в лице императора Вильгельма II. Но после его смерти Авены лишились поддержки империи. 24 сентября 1256 года графиня Маргарита и её сыновья Авены при посредничестве короля Людовика IX заключили Перронский договор, по которому за Авенами было окончательно закреплено графство Эно, а за Дампьерами — Фландрия. При этом Жан I д’Авен вынужден отказаться от прав на Намюр. Он умер в 1257 году.
В 1273 году императором был избран Рудольф Габсбург. Он поддержал Жана II д’Авена (1247—1304), который возобновил борьбу с Дампьерами. Император пожаловал Жану имперскую Фландрию, объявив графа Фландрии Ги де Дампьера изгнанным из империи. Однако положение Ги в своих владениях было довольно прочным, он был в это время самым могущественным правителем в Нидерландах.
В 1290 году против Жана восстал Валансьен, жители которого обратились за помощью к королю Франции Филиппу IV, который отдал его графу Ги. Но в 1293 году Жан д’Авен помирился с королём Филиппом. В январе 1296 году Жан вместе с королём Филиппом и графом Голландии Флорисом V выступили против Англии. В феврале король Филипп вернул Валансьен Жану, но город отказался подчиняться, признав над собой власть графа Фландрии. Ги де Дампьер принял предложение патрициев города и пошёл на разрыв с Францией. Но к июлю 1296 года Жан при помощи короля Филиппа разбил графа Ги и получил контроль над Валансьеном.

Герб графства Эно и графства Голландии, принятый Жаном I д’Авен

В 1299 году Жан после смерти бездетного Иоанна I Голландского, несмотря на протест императора Альбрехта I, унаследовал графства Голландия и Зеландия.
Жан умер в 1304 году, ему наследовал его старший сын Вильгельм (Гильом) I Добрый (1286—1337). Он был вынужден бороться против Фландрии и Брабанта. В 1323 году он заключил договор с графом Фландрии Людовиком I Неверским, по которому граф Фландрии отказывался от претензий на Зеландию, а Вильгельм отказывался от претензий на имперскую Фландрию, но от родственной преемственности, в случае при вымирании одного рода раньше другого и передаче прав оставшемуся роду, они всё таки не отказались. Этот договор закончил династическую распрю между Дампьерами и Авенами.
Вильгельму удалось подчинить Западную Фрисландию, а также он присоединил к своим владениям епископство Утрехт. Позже он выдал свою дочь Филиппу за короля Англии Эдуарда III, другую дочь, Маргариту, он выдал за императора Людовика IV Баварского. В 1337 году он встал во главе имперских князей, вступивших в союз с Англией. Этот союз дал толчок к началу военных действий в Столетней войне. Вскоре Вильгельм умер. Его сын, Вильгельм (Гильом) II (1307—1345) участвовал в Столетней войне на стороне Англии. В 1345 году он осадил Утрехт, епископ которого стремился выйти из-под его власти. После заключения мира он отправился подавлять восстание во Фрисландии, где и погиб.

### Графство Эно под управлениемБаварского дома

Нидерланды в XIV веке

Герб графства Эно во время правления Баварской династии

После смерти Вильгельма II Эно, Голландию и Зеландию унаследовала его сестра Маргарита II (1310—1356), бывшая замужем за императором Людовиком IV Баварским.
После смерти мужа Маргарита решила управлять графствами самостоятельно. Один из её сыновей, Вильгельм III (1330—1388), герцог Баварско-Штраубинский с 1347 года, из старшей ветви рода Виттельсбахов (только лишь благодаря этому родству, со знатными родами, одной первоначальной ветви, этот род впоследствии получит пост императора, а также место курфюрстов в рейхстаге, видоизменив свой герб и добавив в него новые элементы, в рейхстаге и вовсе использовалась версия герба (герб в рейстаге — Рудольфа I) первоначального рода, с которым связал себя род Виттельсбахов, без фирменной Виттельсбахской сине-белой клетки), восстал против матери, требуя передать управление Голландией и Зеландией ему. Этот конфликт получил название Война крючков и трески. Несмотря на английскую помощь, Маргарита потерпела поражение и в 1354 году была вынуждена передать графствами управление ему. После смерти матери в 1356 году Вильгельм унаследовал и Эно. Но позже у него начались приступы безумия, после чего он в 1358 году заключён в замок Гаага.
Регентом его владений, в том числе и Эно, стал другой сын Маргариты, Альберт (1336—1404). Ему пришлось сражаться с герцогом Гелдерна Эдуардом, усмирять мятежи знати. Позже он наладил отношения с Францией. После смерти брата Вильгельма в 1388 году он унаследовал все его владения.
После его смерти в 1404 году ему наследовал старший сын Вильгельм IV (1365—1417). Он был вынужден усмирять мятеж сеньоров Аркеля в Эно, позже он помог своему брату Иоганну, смещенному в 1406 году с поста епископа Льежа, вернуть в 1408 году свой пост. Будучи сторонником герцогов Бургундии, Вильгельм вмешался на их стороне в гражданскую войну между арманьяками и бургиньонами. В 1415 году Эно было разорено войсками, которые участвовали в битве при Азенкуре.
После смерти в 1417 году Вильгельма IV его владения должна была унаследовать дочь, Якоба (1401—1436). Но её дядя, епископ Льежа Иоанн III (1375—1425), сложил с себя сан епископа и предъявил права на владения брата. В результате она сохранила за собой только Эно, а Голландия, Зеландия и Штраубинг достались Иоанну. Она безуспешно боролась за возвращение своего наследства, для чего сначала вышла замуж в 1418 году за герцога Брабанта Жана IV, а потом, поняв, что муж ей не может помочь, бросила его и нашла убежище в Англии, где, аннулировав предыдущий брак, вышла замуж за Хэмфри, герцога Глостера.
После смерти Иоанна III протектором его земель стал герцог Бургундии Филипп III Добрый, с которым Якоба была вынуждена помириться. По договору в Дельфте 3 июня 1428 года Якоба была признана графиней Эно, а Филипп стал наместником её владений и наследником. В 1432 году она подняла восстание в Генте против Филиппа, но оно было подавлено и в апреле 1433 года Якоба была вынуждена отречься от графства в пользу Филиппа. С этого момента Эно вошло в состав Бургундского герцогства.